# The Dudesons
The Dudesons es una serie de televisión finlandesa, que comenzó en enero de 2001 bajo el nombre finlandés Extreme Duudsonit. Consta básicamente de una combinación de acrobacias extremas, comedia y realidad. Se ha convertido en la serie finlandesa de TV más vista de todos los tiempos. El programa muestra la vida de cuatro mejores amigos, que viven en un rancho (el Dudesons Ranch) y que tienen tendencia a estar en situaciones peligrosas, extremas y divertidas.

## Historia
The Dudesons está formado por cuatro miembros: Jukka Hilden (nacido el 3 de agosto de 1980), Jarno "Jarppi" Leppälä (nacido el 11 de agosto de 1979), Jarno Laasala (nacido el 19 de septiembre de 1979) y Hannu-Pekka "HP" Parviainen (nacido el 18 de agosto de 1981). Todos ellos oriundos de la pequeña ciudad de Seinäjoki, Finlandia. Se convirtieron en mejores amigos durante la infancia y a mediados de los '90 comenzaron a registrar sus acrobacias, bromas, fiestas y prácticas deportivas.
Uno de los cuatro Dudesons, Jarno Laasala, era también el director de fotografía y editor de estos videos, por eso comenzaron a venderlos en formato VHS, de modo que su popularidad comenzó a crecer en la ciudad de Seinäjoki. En ella, el reparto lleva a cabo divertidas actividades cuya finalidad habitualmente es infligirse dolor o buscar en estas actividades el máximo riesgo y peligro posible para divertir a los televidentes.

## Orígenes de la serie: Extreme Duudsonit
En enero de 2000, Laasala encontró trabajo como editor de un pequeño canal de televisión por cable, MoonTV. Estando ahí vio la posibilidad de hacer su propio show y al mes siguiente los Dudesons comenzaron a filmar un episodio piloto autofinanciado. El piloto se terminó en agosto de 2000, y el canal dio luz verde inmediatamente a la primera temporada, titulada Maailmankiertue (tour mundial).
Los episodios comenzaron a emitirse en enero de 2001, y la serie se convirtió en el programa más popular de MoonTV. En septiembre de 2001, Los Dudesons se mudaron a Nelonen, una estación de TV finlandesa de alcance nacional.
La 2.ª temporada se llamó "Extreme Duudsonit, Maailmankiertue 2" y fue lanzada al aire en 2002. Ese mismo año The Dudesons fueron elegidos como las personas más importantes en los medios de comunicación del año por los lectores de la revista juvenil más popular de Finlandia, Suosikki.
La tercera(Maailmankiertue 3) y cuarta (Duudsoni Elämää) temporadas se hicieron en 2003 y 2004 respectivamente. La cuarta temporada fue además testigo de la introducción del 5 º miembro de The Dudesons: el cerdo macho, llamado Britney (originalmente Satán), que desde entonces y hasta su muerte por causas naturales en 2012, ha permanecido como un importante personaje en la serie de The Dudesons.

## Carrera internacional
En 2003, The Dudesons tomaron la decisión de comenzar a grabar material en idioma inglés, a fin de alcanzar la distribución internacional del programa. Por este motivo, la serie Duudsoni Elämää fue lanzado en finlandés e inglés. La serie en finés se transmitió en 2004, mientras que la serie en inglés tuvo su debut internacional en Australia en el canal V en febrero de 2006. El debut en Estados Unidos fue en SpikeTV el 6 de julio de 2006.
Para septiembre de 2007, la primera temporada de The Dudesons ya había sido emitida en 22 países de todo el mundo, convirtiéndose en la serie de televisión finlandesa de más amplia difusión de todos los tiempos.

## The Dudesons: la película
El lanzamiento internacional de la serie de televisión The Dudesons dio apoyo al largometraje de ficción "The Dudesons: la película", que fue puesto en cines en Finlandia el 31 de marzo de 2005, y directamente al DVD en una docena de otros países. La película fue lanzada en los EE.UU el 11 de julio de 2006, por Warner Rhino. A pesar de los comentarios variados de los principales críticos finlandeses, la película ganó el premio a "película favorita del público" en Jussi Awards, el equivalente de los Óscar finlandeses, con el 47% de los votos.

## Otras apariciones
The Dudesons son buenos amigos de las estrellas extremas estadounidenses Bam Margera y Steve-O y han hecho tres apariciones en la popular serie de MTV Viva La Bam (2003 - 2005). También se los puede ver en la película de Margera "Where the fuck is Santa?"(¿Dónde putas está Santa?). Y en Jackass 3d (2010). Margera y Steve-O, por otra parte, realizan numerosas actuaciones en la serie The Dudesons así como también los integrantes del programa de acrobacias inglés "Dirty Sánchez".
El programa británico de acrobacias extremas Stupid TV World hizo un especial de media hora sobre The Dudesons.
También han salido en algunos episodios de Nitro Circus y participaron en varias ediciones del Gumball 3000.

## Episodios
Los episodios tienen 22 minutos de duración. El tema de apertura es In the Hall of the Mountain King por Edward Grieg y el tema de cierre es Once upon a time por Damn Seagulls.
Luego de un trato multimillonario con MTV, un nuevo show llamado The Dudesons in America tuvo la aprobación para ser grabado con un presupuesto de seis millones de dólares. Con producción de Johnny Knoxville y Jeff Tremaine, el show consistía en mostrar la vida de los Dudesons en EE.UU, asimilando a su modo las costumbres, tradiciones y entretenimientos norteamericanos. El primer episodio fue estrenado el 6 de mayo de 2010 por MTV.
En enero del 2012, los Dudesons estrenaron un nuevo show llamado Duudsonit tuli taloon (Los Dudesons invaden el Hogar) el cual consiste en "estrellarse" o encontrarse con diferentes familias Finlandesas, con diferentes resultados según el caso.
Canal Original: MoonTV (FIN), Nelonen (FIN) SubTV (FIN), MTV 3 (FIN), Spike (USA), Channel V (AUS) TV 2 Zebra (NOR), Buzz (ESP), MTV (América Latina) y TruTV (América Latina) (2014)

## Integrantes
- Jarno "Jarppi" Leppälä (35 años): Es considerado el más gracioso del grupo; es el más extremista de Los Dudesons. Jarppi perdió su pulgar izquierdo en una lucha contra un oso polar pero esto queda poco claro, ya que el mismo ha dado varias versiones al respecto. Una de sus bromas más recurrentes es decir "two thumbs up" (dos pulgares arriba) levantando obviamente solo uno. Está casado con la cantante finlandesa Elina Karttunen y tiene un hijo, nacido en 2010.[2]

- Jukka Hilden (34 años): Uno de los más populares de Los Dudesons; muy bromista y también es considerado líder, ya que en la 2.ª y 3.ª temporada ha aparecido más. Siempre le juega bromas a Jarppi, ya que es su mejor amigo. Al parecer es motociclista, puesto que tiene un buen control y manejo al conducir motos. Lo consideran el más leal de Los Dudesons. Jukka se casó en 2010 con Outi Haapasalmi y en enero de 2012 nació Sisu, el primer hijo de la pareja.[3] El nombre completo de Jukka es Jukka Henry Mikael Hilden.

- Hannu-Pekka "HP" Parviainen (33 años): Es el 3.er. Dudeson y el rompehuesos del grupo, pues en la mayoría de las pruebas sale lesionado. HP practica Snowboard en Finlandia, debido a eso no apareció muy seguido en la 1.ª temporada. Además es el único de ellos que tiene un título académico, ya que HP es maestro de primaria. Ha tenido más protagonismo a partir de la 2° temporada.

- Jarno Laasala (34 años): Es el director de fotografía y editor de The Dudesons. Es el más tranquilo de todos y es el que realiza las pruebas menos riesgosas, pero a los demás les gusta hacerle bromas ya que cuando son pesadas se enfurece mucho, y esto les encanta. Sus 2 cosas más queridas son su cámara y su auto. Jarno está casado con Hanne Laasala.

- Britney: El cerdo macho de 300 kg. y mascota de Los Dudesons. Inicialmente se llamaba Satan, luego fue rebautizado como Britney porque los Dudesons pensaron que era hembra. Finalmente se dieron cuenta de que era macho, pero decidieron mantener el nombre femenino. Britney murió en 2012 a la edad de 9 años, y sus cenizas fueron llevadas a EE.UU y arrojadas al Océano Pacífico. Jarno Laasala editó un video. en honor a Britney, que puede verse en el canal oficial de los Dudesons en Youtube.

## Datos extras
- Siempre se les ve con ropa de marca Isäntä.

- A HP le han negado el seguro de vida muchas aseguradoras debido a que ha sufrido muchos accidentes, más que cualquier otro Dudeson.

- HP practica snowboard y también es profesor de primaria. Casi no salió en la Primera Temporada debido a que estaba terminando sus estudios.

- Jarppi, Jarno y Jukka usan el mismo tipo de cinturón.

- Jukka es metrosexual (Lo dijo Jarppi).

- En su viaje a Los Ángeles, Jukka contrajo Gripe Porcina, pero se recuperó satisfactoriamente.
- En 2011, Jarppi participó en la 6° edición del programa de la TV finlandesa Tanssii Tähtien Kanssa (bailando con las estrellas) junto a la bailarina Ansku Bergström, llegando hasta la final y quedando en 2° lugar.
- HP en la segunda temporada cambió su color de pelo a rubio ( es morocho)